# Sønder Omme Kirke
Sønder Omme Kirke ligger i Sønder Omme ca. 18 km NV for Billund (Region Syddanmark).

## Eksterne kilder og henvisninger
- Sønder Omme Kirke hos KortTilKirken.dk
- Sønder Omme Kirke hos danmarkskirker.natmus.dk (Danmarks Kirker, Nationalmuseet)